# Осташковский уезд
Оста́шковский уе́зд — административно-территориальная единица Тверской губернии в составе Российской империи и РСФСР. Уездный город — Осташков.

## География
Уезд был расположен на западе Тверской губернии. Площадь уезда составляла 7 967,6 кв. вёрст.

### Современное положение
В настоящее время территория уезда (в границах на 1917 год) входит в состав Осташковского, Пеновского, Андреапольского, Нелидовского, Селижаровского и Фировского районов Тверской области.

## История
Уезд был образован по инициативе Я.Е. Сиверса в 1772 году из части земель Ржевского уезда в составе Тверской провинции Новгородского наместничества. В 1775 году был передан в Тверское наместничество. С 1796 — в составе Тверской губернии. В 1905-06 годах в Кашутинской, Давыдовской, Дубновской и др. волостях прошли массовые выступления крестьян. В июне 1917 года образован уездный Совет крестьянских депутатов. 1 (14) ноября 1917 года избран высший орган власти в уезде — Осташковский совнарком. В январе 1918 года Советская власть установлена на всей территории уезда, 1-й уездный съезд Советов (январь 1918) избрал уездный исполком из 63 человек (в том числе 11 большевиков).
В 1929 году Осташковский уезд был упразднен, его территория вошла в Великолукский и Ржевский округа Западной области РСФСР.

## Население
Население в 1863 г. — 103,2 тыс. чел. (без Осташкова), в 1889 г. — 120 111 чел., в 1913 г. — 176,6 тыс. чел. Населенных мест — 1 394, из них 1 город (Осташков), 1 посад (Селижаров, с 1556 жит.), 1079 селений, 265 усадеб и хуторов, 45 погостов, 3 монастыря (Нилова пустынь, Новосоловецкий и Селижаровский). Селения большей частью мелкие; только в девяти более 500 жителей (крупнейшее — Сорога, 916 жит.) Население почти сплошь русское; карел — 639; эстонцев в 1889 г. было 282 чел. Кроме эстонцев (лютеран), почти все население православное; раскольники встречаются лишь отдельными семьями. Крестьян в уезде — 114 638 чел.

## Экономика
Основное занятия населения — земледелие и рыболовство. После Крестьянской реформы широкое распространение получили местные промыслы (тележный, санный, гончарный, мебельный, а также обжиг извести, смолокурение, производство лодок, валенок и др.). Отходничество по сравнению с другими уездами Тверской губернии развито меньше, ведущая отрасль промышленности — кожевенное производство.

## Административное деление
В 1890 году в состав уезда входило 29 волостей:
| № п/п | Волость        | Волостное правление    | Число селений | Население |
| ----- | -------------- | ---------------------- | ------------- | --------- |
| 1     | Березугская    | д. Березуг             | 19            | 1710      |
| 2     | Борисовская    | с. Борисово            | 26            | 2505      |
| 3     | Ботовская      | с. Ботово              | 27            | 3574      |
| 4     | Грылевская     | д. Грылева             | 102           | 6765      |
| 5     | Давыдовская    | пос. Луги              | 74            | 4190      |
| 6     | Дмитровская    | д. Дмитрово            | 45            | 3830      |
| 7     | Дрыгомская     | с. Дрыгомо             | 27            | 2585      |
| 8     | Дубковская     | д. Сорога              | 17            | 3990      |
| 9     | Емшинская      | д. Емша                | 7             | 1846      |
| 10    | Ждановская     | д. Жданово             | 16            | 3025      |
| 11    | Заевская       | д. Заево               | 38            | 4750      |
| 12    | Залесская      | д. Бельково            | 35            | 3185      |
| 13    | Зехновская     | д. Зехново             | 19            | 2300      |
| 14    | Ивано-Дворская | д. Иванов Двор         | 12            | 2420      |
| 15    | Киселевская    | д. Киселево            | 32            | 3795      |
| 16    | Кравотынская   | с. Кравотынь           | 18            | 5150      |
| 17    | Новинская      | с. Слаутино            | 90            | 4760      |
| 18    | Оковецкая      | с. Оковцы              | 35            | 3675      |
| 19    | Павлиховская   | д. Климова Гора        | 30            | 4015      |
| 20    | Пашутинская    | д. Тухачево            | 59            | 4290      |
| 21    | Петровщинская  | noг. Березовский Рядок | 37            | 3292      |
| 22    | Самушкинская   | с. Хитицы              | 38            | 3210      |
| 23    | Селижаровская  | пос. Селижарово        | 40            | 4360      |
| 24    | Сиговская      | д. Семенова            | 18            | 2240      |
| 25    | Синцовская     | д. Синцово             | 39            | 5025      |
| 26    | Сухошинская    | с. Сухошино            | 50            | 3945      |
| 27    | Талицкая       | с. Талицы              | 33            | 3665      |
| 28    | Хотошинская    | с. Хотошино            | 32            | 3670      |
| 29    | Щучинская      | д. Щучье               | 20            | 4300      |

В полицейском отношении в 1913 году уезд был разделён на четыре стана:
- 1-й стан, становая квартира п. Селижарово.
- 2-й стан, становая квартира г. Осташков.
- 3-й стан, становая квартира с. Косицкое.
- 4-й стан, становая квартира ус. Безымянка.

К 1922 году число волостей возросло до 38, к началу 1924 сократилось до 18, в результате укрупнения волостей весной 1924 года их осталось 12.